# ルイ・シャーヨ
ルイ・シャーヨ（Louis Chaillot、1914年3月2日 - 1998年1月30日）は、フランス、ショモン出身の自転車競技（トラックレース）選手。

## 経歴
1932年
- ロサンゼルスオリンピック
  -  タンデムスプリント 優勝（+ モリス・ペラン）
  -  スプリント 2位

1936年
- ベルリンオリンピック
  -  スプリント 3位

1937年、プロ転向。
- フランス選手権 スプリント 優勝

1944年
- フランス選手権 ドミフォン 優勝

1946年
- フランス選手権 ドミフォン 優勝
- トラックレース世界選手権 ドミフォン 3位